# بيت سارين (يريم)

تعديل مصدري - تعديل

بيت سارين محلة تابعة لقرية بيت كنداش، التابعة لعزلة ارياب بمديرية يريم إحدى مديريات محافظة إب في الجمهورية اليمنية.، بلغ تعداد سكانها 73 حسب تعداد اليمن لعام 2004.